# جون روثمان
جون مار روثمان (بالإنجليزية: John Mahr Rothman)‏ ممثل أفلام تلفزيوني ومسرحي، ولد في 3 حزيران عام 1949. 

## وصلات خارجية
- [http://www.imdb.com/name/nm745232/ John Rothman

] في قاعدة بيانات الأفلام على الإنترنت
- جون روثمان على موقع IMDb (الإنجليزية)
- جون روثمان على موقع قاعدة بيانات برودواي على الإنترنت (الإنجليزية)
- جون روثمان على موقع قاعدة بيانات الفيلم (الإنجليزية)

http://johnrothmanactor.com/biography